# 克氏原燈籠魚
克氏原燈籠魚（学名：Protomyctophum crockeri）为輻鰭魚綱燈籠魚目灯笼鱼科的其中一種。分布于西北太平洋區，包括日本、鄂霍次克海、白令海等海域，為深海魚類，棲息深度100-500公尺，體長可達3.7公分。

## 扩展阅读
維基物種上的相關：克氏原燈籠魚